# Mort de Wissam El-Yamni
Wissam El-Yamni, âgé de 30 ans, meurt après avoir passé 9 jours dans le coma, à la suite de son arrestation violente, dans la nuit du 31 décembre 2011 au 1er janvier 2012 à Clermont-Ferrand. En 2021, l'enquête est toujours ouverte, et se dirige vers un non-lieu.

## Circonstances
Le 1er janvier 2012 vers 3 h du matin, les policiers arrivent sur le parking du centre commercial  de la Gauthière à Clermont-Ferrand, après qu'ils ont reçu un faux appel au secours depuis le portable de Wissam el-Yamni. Là, ils trouvent une dizaine d'amis éméchés. Wissam lance une pierre sur une des voitures de police et s’enfuit. Les policiers le  maîtrisent avec difficulté, l’un d’eux lui met un coup de poing au visage. Ils décrivent une scène de menottage au sol musclé. Ils disent être les seuls policiers à ce moment-là. Des témoins parlent de tabassage,.
À son arrivée au commissariat, Wissam El-Yamni ne peut pas sortir seul de la voiture. Un policier explique qu'« il faisait semblant de dormir », un autre qu'il « refusait » de sortir du véhicule. L’officier de police judiciaire de permanence du commissariat s’inquiète et appelle les secours, qui ne peuvent le réanimer. Il reste dans le coma jusqu'à sa mort, déclarée le 9 janvier,.
Les médecins de l'hôpital constatent plusieurs fractures. Des photos témoignent de nombreuses ecchymoses.
Le corps, restitué à la famille plus de six mois plus tard, après la contre-autopsie réclamée par l'avocat de la famille, est inhumé au Maroc.
L'affaire provoque plusieurs nuits de tensions dans les rues de Clermont-Ferrand,. Le 14 janvier, 10 000 personnes défilent pour rendre hommage au défunt.

## Suites judiciaires
Le procureur de la République Gérard Davergne ouvre le 6 janvier 2012 une information judiciaire pour « violences volontaires par personne dépositaire de l'autorité publique ». Le motif des poursuites est ensuite requalifié en « violences volontaires ayant entraîné la mort sans intention de la donner ».
Début 2012, le Défenseur des droits Dominique Baudis s'auto-saisit de l'affaire, mais ne pourra pas avoir accès aux enregistrements des échanges radio de la police cette nuit-là « malgré de nombreuses relances ».
Fin janvier 2012, un rapport de l’IGPN conclut au décès par pratique du « pliage ». Un pré-rapport d’autopsie exclut que le décès soit lié à l’alcool ou à la drogue, et pointe une possible mort par compression de la carotide ;  l’un des policiers affirme avoir maintenu le jeune homme « plié » pendant le transport vers le commissariat,. Une contre expertise contestée par la famille de la victime exclut cette hypothèse et exonère les policiers : elle conclut à une mort par arrêt cardiaque, concluant à un probable malaise cardiaque, dans un contexte de stress et à la suite de la prise de cocaïne.
L’enquête préliminaire permet d'identifier au moins neuf véhicules de police et huit policiers présents au moment de l'arrestation, mais seuls trois équipages seront interrogés. Un an après le décès, les deux policiers visés n’ont pas été mis en examen, ni même entendus,.
En avril 2013, le rapport de contre-autopsie communiqué par le parquet retient l'hypothèse d'un décès sous l’effet d’un « cocktail toxique », un mélange d'alcool et de cocaïne. Des expertises privées commandées par la famille, rendues en 2013 et 2016 par le chef du service cardiologie du CHU de Clermont-Ferrand et un expert en toxicologie de Strasbourg excluent la thèse du mélange drogue-alcool.
En janvier 2012 et février 2014, les ordinateurs devant être analysés pour confirmer « l’existence ou non d’autres photographies prises par les enquêteurs  le 1er ou le 3 janvier 2012 » deviennent inutilisable car ils ont été détruits ou effacés,. Des tirages papier de deux images prises dans le cadre d’une affaire de « violence sur agent de la force publique » le 1er janvier, et commandés par le capitaine de l’identité judiciaire de Clermont, ont aussi disparu.
En 2014 deux policiers sont mis en examen pour « coups mortels »,. Ces mises en examen sont annulées en septembre 2015 par manque d'« indices graves ou concordants », et les policiers sont placés sous le statut de témoins assistés.
En avril 2017, la chambre d’instruction demande à la juge d’instruction de réétudier les causes médicales de la mort. Elle note que l'expertise de 2015  a procédé « plus par affirmation que par démonstration scientifique ». L'expertise présentée en janvier 2019 conclut que c’est  « l’intervention d’un tiers, combinée à une consommation importante d’alcool » qui est le « facteur déclenchant » du malaise fatal.
En 2020, les trois témoins présents dans le commissariat n'ont toujours pas été auditionnés par la juge,. Mercredi 15 juillet, la chambre de l’instruction de la cour d’appel de Riom rejette la demande de cette audition faite par la famille du défunt, mais accepte que les policiers soient auditionnés à nouveau, en présence des avocats de la famille. Six mois plus tard, cette audition n’a pas eu lieu. La famille de la victime porte plainte pour « falsification d’expertise », visant le médecin légiste du CHU de Poitiers qui a réalisé l’expertise versée au dossier en 2013,.
En mars 2022, 10 ans après le décès, la cour d'appel de Riom accède à la demande du parquet de procéder à une reconstitution.
En septembre 2023, la plupart des témoins n'avaient toujours pas été auditionnés par le juge. Une reconstitution, réclamée depuis plusieurs années par la famille et leurs avocats, est organisée en 2024,.